# Різдвяний казанок

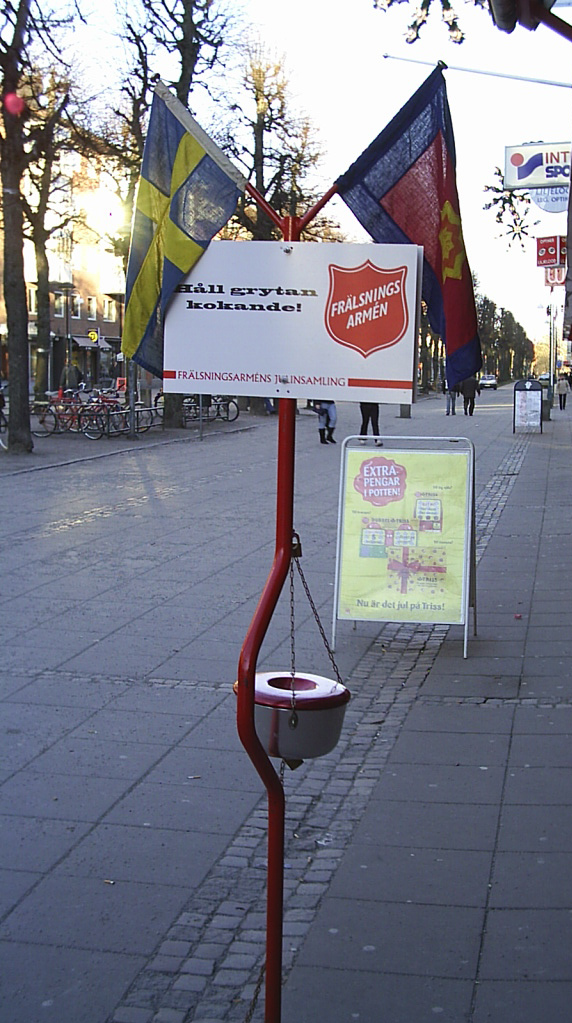
Різдвяний казанок

Різдвяний казанок або Різдвяний горщик (англ. Christmas kettle)  — одна з найвідоміших вуличних кампаній Армії спасіння. Це найбільш упізнавана кампанія під час Різдвяного сезону завдяки волонтерам, які грають або співають колядки, або дзвонять в ручні дзвони, щоб надихнути перехожих надати пожертвування готівкою чи чеками у стилізовані червоні казанки.

## Історія
Традицію «Різдвяного казанка» було закладено 1891 року у Сан-Франциско, капітаном Джозефом МакФі (англ. Joseph McFee). Офіцер Армії спасіння капітан Джозеф МакФі, вирішив дати безкоштовний різдвяний обід для бідних у Сан-Франциско, запам'ятавши подібний захід, який він бачив у Ліверпулі, Англія. З тих часів коли МакФі був моряком він пам'ятав великий казанок розміщений на пристані, який називався «Казанок Сімпсона» (англ. «Simpson's Pot»). У цей казанок перехожі клали пожертви. Взявши цю ідею за основу, МакФі попросив дозволу у міської влади Сан-Франциско розмістити на тринозі спеціальний горщик, що використовувався для ловлі крабів на пристані в Окленді. Горщик — та заклики Макфі «Keep the Pot Boiling!» — привертали увагу пасажирів та пожертви.
Ідея поширилася, і тепер використовується Армією Спасіння в усьому світі. Сучасні «Різдвяні казанки» перетворилися із пастки на крабів в «музичні казанки», та кабінки, які грають різдвяні музику, та приймають кредитні картки.
Кампанія Різдвяний казанок традиційно стартує щороку під час перерви у грі Даллас Ковбойс з нагоди Дня подяки.

## Особливі пожертви
Після того як анонімно були пожертвувані золоті монети, які було покладено у один із казанків, у Сполучених Штатах почала розвиватися ще одна традиція. Початок її було закладено на Середньому Заході, коли було зафіксовано перший відомий випадок пожертви золотої монети, яку було знайдено в казанку у місті Крістал Лейк, штату Іллінойс у 1982 році. З тих пір багато хто жертвує не тільки золоті монети, а і рідкісні монети, золоті медалі, та ювелірні вироби.
Зокрема, серед знахідок були:
- Різноманітні монети.
  - Американський Золотий орел[2][5]
  - Крюґерранд;[2][6]
- Рідкісні монети.
  - Два з половиною долари США[2]
  - Подвійний орел[en][7]

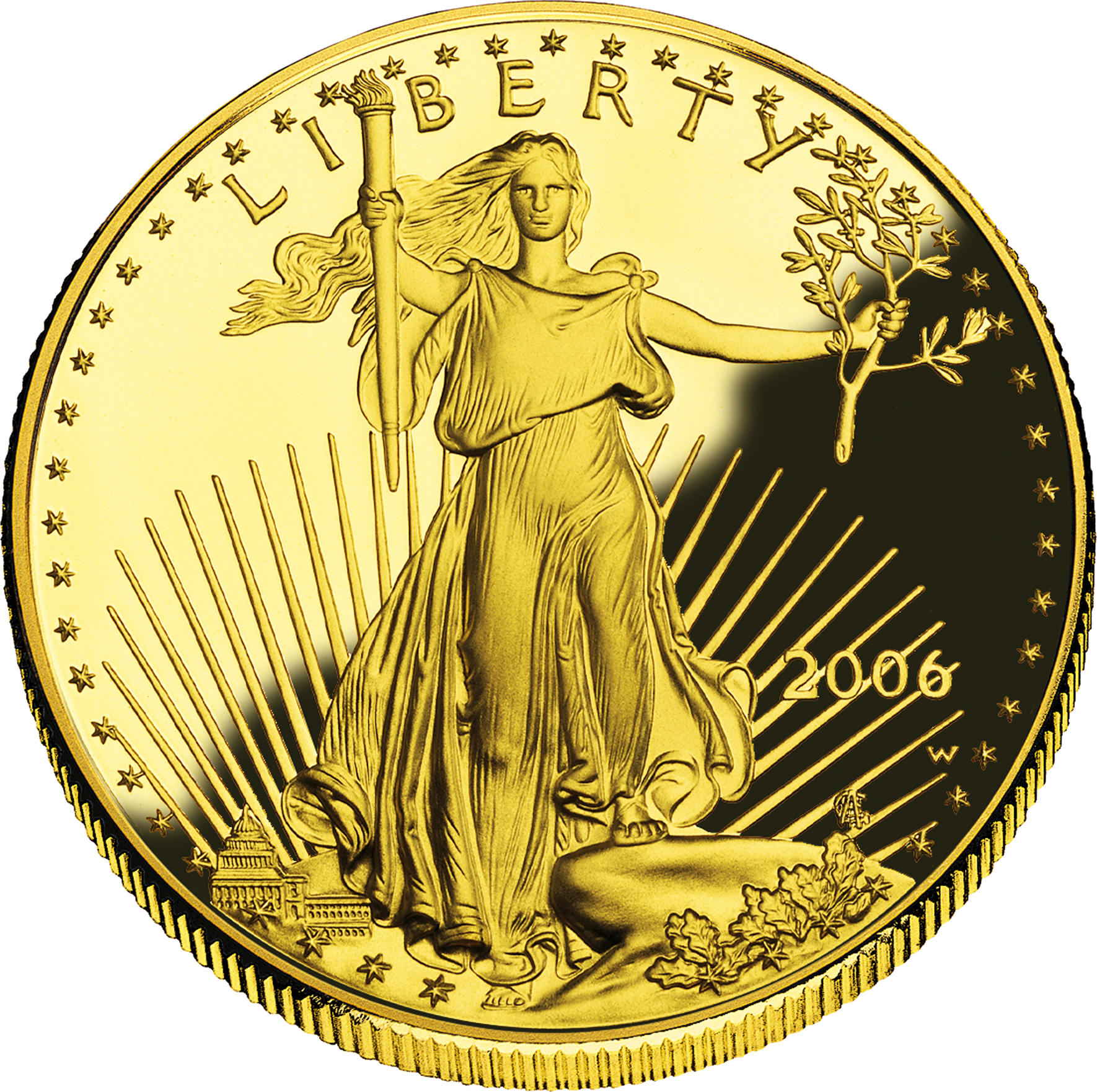
Американський Золотий орел

  - Підроблений срібний долар 1804 року[2]
- Ювелірні вироби
  - Каблучка з ⅓-каратним діамантом[2]
  - П'ять золотих перснів (данина пісні Дванадцять днів Різдва (англ. The Twelve Days of Christmas))
- Чек на 14 845 доларів.[2]
- Золоті зуби.[8]

Крім того у казанки Армії Спасіння часто потрапляють незначні предмети та навіть сміття, наприклад цукерки, обгортки та інший різний непотріб.